# Trinido Vaqueriza
Trinido Vaqueriza Urquiola (San Sebastián, Guipúzcoa, 6 de agosto de 1929) es un ex-remero español que tomó parte en los Juegos Olímpicos de Roma 1960.

## Biografía
Nació en San Sebastián en 1929. Su padre era patrón y armador de un barco de pesca de bajura por lo que siempre estuvo vinculado en cierta manera con el mundo de la mar. El apellido Vaqueriza también está muy ligado a la historia del remo donostiarra que ha tenido numerosos remeros y patrones procedentes de esta familia.
En 1951 comenzó a remar en Ur-Kirolak, equipo donostiarra de banco móvil] Con el equipo donostiarra completó un gran palmarés a nivel nacional proclamándose en 9 ocasión campeón de España de banco móvil:
- 1951 - Subcampeón de España de 8 con timonel.
- 1952 - Subcampeón de España de 4 con timonel.
- 1952 - Subcampeón de España de 8 con timonel.
- 1953 - No se disputó campeonato de España-
- 1954 - Campeón de España de 8 con timonel.
- 1955 - Campeón de España de 8 con timonel.
- 1956 - Campeón de España de 4 con timonel.
- 1956 - Campeón de España de 8 con timonel.
- 1957 - Campeón de España de 4 con timonel.
- 1957 - Campeón de España de 8 con timonel.
- 1958 - Subcampeón de España de 8 con timonel.
- 1959 - Campeón de España de 4 con timonel.
- 1960 - Campeón de España de 8 con timonel.
- 1962 - Campeón de España de 8 con timonel.

El equipo de ocho con timonel de Ur Kirolak que se proclamó campeón de España en 1960 fue seleccionado para tomar parte en los Juegos Olímpicos de Roma. Su papel en la Olimpiada fue muy discreto ya que quedaron últimos en la serie que en la que participaron y en la serie de repesca. 
También participó en los Juegos del Mediterráneo de 1955 y en los Campeonatos de Europa de Remo de 1957 y 1959.

## Participaciones en Juegos Olímpicos
- Roma 60, Ocho con timonel.